# Evgueni Zinitchev
Evgueni Zinitchev (en russe : Зиничев, Евгений Николаевич), né le 18 août 1966 à Leningrad en URSS et mort le 8 septembre 2021 sur le territoire de la réserve naturelle de Poutorana dans le kraï de Krasnoïarsk, en fédération de Russie, est un homme d'État russe, officier supérieur, ministre des situations d'urgence du 18 mai 2018 au jour de sa mort, le 8 septembre 2021.
Membre du conseil de sécurité de Russie à partir du 28 mai 2018 et général d'armée, il a été nommé héros de la fédération de Russie le 9 septembre 2021, à titre posthume,.
Zinitchev a également été vice-directeur du FSB du 7 octobre 2016 au 18 mai 2018. Il était gouverneur de l'oblast de Kaliningrad du 28 juin 2016 au 6 octobre 2016.

## Biographie

### Années de formation
De 1984 à 1986, il effectue son service militaire dans la flotte du Nord.
Il obtient un diplôme en droit et en gestion d'entreprises à Saint-Pétersbourg.
En 2012-2013, il suit encore un cours de recyclage à l'académie militaire de l'état-major des forces armées de la Russie.

### Service dans les forces de l'ordre
De 1987 à 1991, il est membre du KGB, et du Parti communiste de l'Union soviétique.
Il travaille au bureau central du FSB, passant du niveau d'opérateur à celui de chef de la direction régionale.
De 2006 à 2015, il est intégré au service de sécurité du président de la fédération de Russie, et accompagne Vladimir Poutine et le président du gouvernement de la fédération de Russie lors de leurs réunions de travail. Sur les photos d'archives de l'agence Tass, durant cette période, il était renseigné comme collaborateur du FSB et se trouvait en fait tout le temps à côté du président lors des déplacements de ce dernier.
À partir de 2014, il est chef adjoint du service de lutte contre le terrorisme du FSB de Russie.
En juin 2015, le général major Zinitchev est nommé chef du département du FSB pour l'oblast de Kaliningrad, succédant au général lieutenant Alexandre Koslov à ce poste.
Dans la biographie officielle de Zinitchev, il est indiqué que de 1987 à 2015 il a « servi à différents postes dans des organes de la sécurité de l'État ». Aucun lieu d'affectation précis n'est toutefois renseigné.

### Gouverneur de l'oblast de Kaliningrad
Le 28 juillet 2016, dans le cadre des grandes modifications du cadre de 2016, Evgueni Zinitchev a été nommé par Vladimir Poutine gouverneur provisoire de l'oblast de Kaliningrad.
Le 6 octobre 2016, Zinitchev démissionne de son poste de gouverneur de l'oblast de Kaliningrad pour des raisons familiales,. Zinitchev a exercé ses fonctions pendant 70 jours seulement. Son successeur est Anton Alikhanov.
Le lendemain du jour de sa démission, Zinitchev est nommé directeur adjoint du FSB. Le même mois il reçoit le grade de lieutenant général.

### Ministre des Situations d'urgence
Le 17 mai 2018, Dmitri Medvedev a proposé la candidature de Zinitchev au poste de ministre de la protection civile, des situations d'urgence et de l'élimination des conséquences des catastrophes naturelles.
L'oukase de Vladimir Poutine du 28 mai 2018 intègre Zinitchev au sein du Conseil de sécurité de Russie. Le 8 décembre 2018 Evgueni Zinitchev reçoit le grade de colonel général.
Après la démission du gouvernement en 2020, Zinitchev est réaffecté au poste de ministre du nouveau cabinet dirigé par Mikhaïl Michoustine, le 21 janvier 2020.
Un oukase du président de la fédération de Russie du 21 décembre 2020 promulgue sa nomination de général d'armée.

### Mort

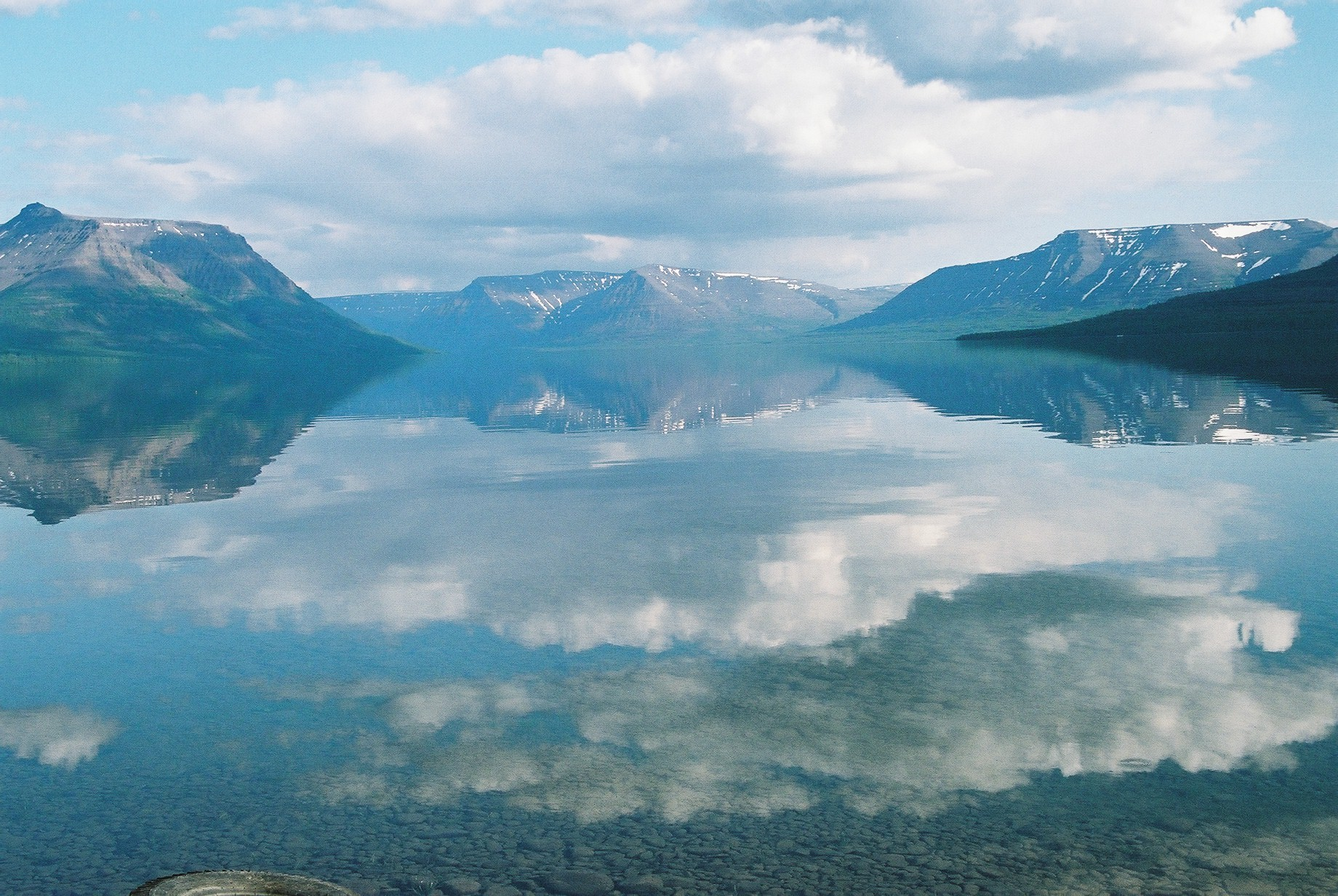
Lac Lama.

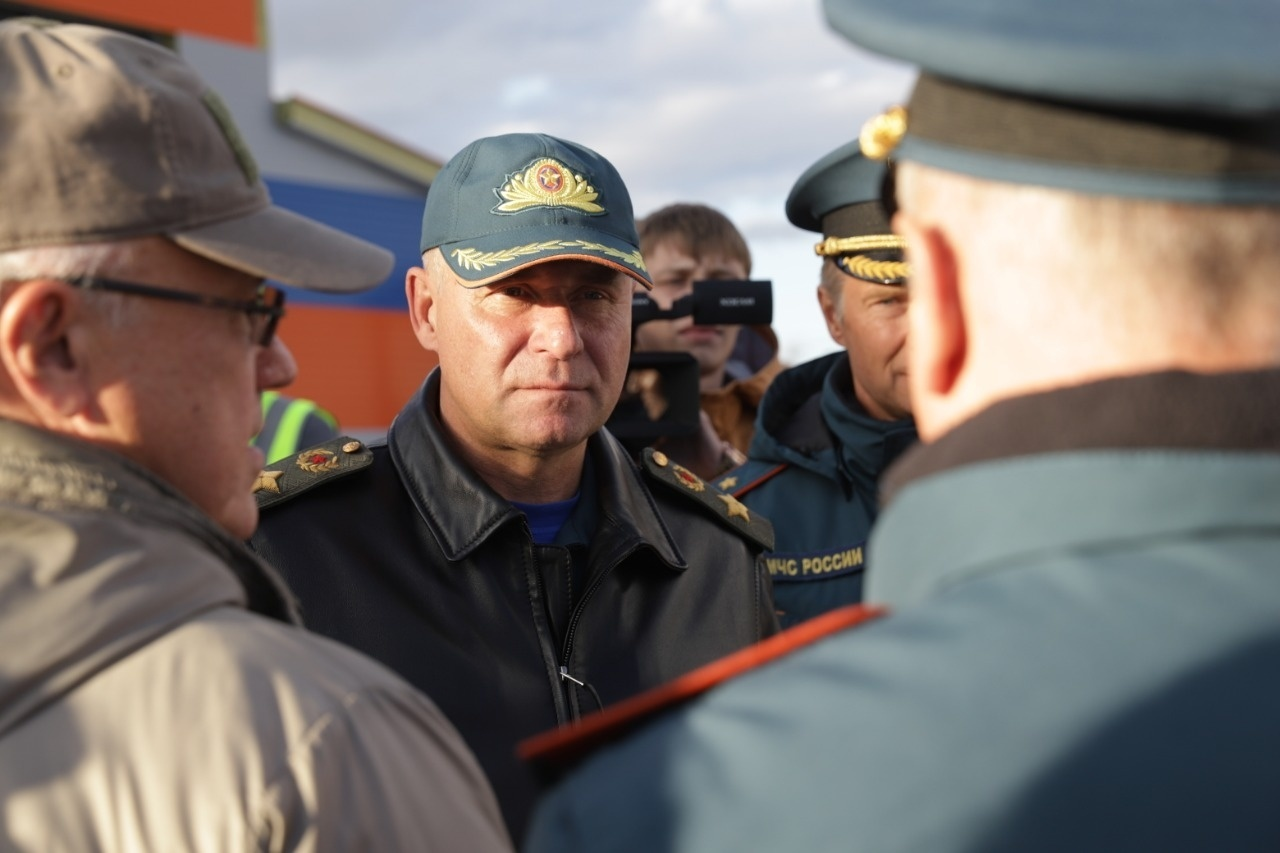
Une des dernières photos de Zinitchev prise lors de l'inspection de la construction d'une caserne de pompiers à Norilsk, quelques heures avant la mort du ministre.

Le 8 septembre 2021, vers sept heures du matin, Evgueni Zinitchev est mort à l'âge de 55 ans en même temps que le cinéaste Alexandre Melnik (63 ans) à la Grande chute d'eau de Irkindinski (Kitabo-Oron), située à l'ouest de la réserve naturelle de Poutorana, à 120 km de la ville de Norilsk,, près du lac Lama attraction remarquable de la réserve.
Après la fin des exercices de sauvetage, un hélicoptère a emmené les hommes de la direction du ministère des situations d'urgence à l'un des plus beaux endroits de la réserve naturelle de Poutorana, la chute d'eau de Kitabo-Oron d'une hauteur de 27 mètres. Parmi les personnalités qui accompagnaient le ministre se trouvaient son adjoint Andreï Gourovitch, son chef de cabinet et le conseiller du ministre des sports. Le réalisateur de cinéma Andreï Melnik faisait également partie du groupe.
Zinitchev et Melnik se sont approchés ensemble d'une falaise. Là Melnik a trébuché et perdu l'équilibre; Zinitchev a essayé de le saisir par ses vêtements sans y parvenir et a glissé sur des pierres mouillées. Les deux hommes sont tombés ensemble d'une hauteur équivalente à celle d'une maison de sept à huit étages. Les autres membres du groupes ont ramené les corps à l'hélicoptère qui les a conduits à l'hôpital de Norilsk.

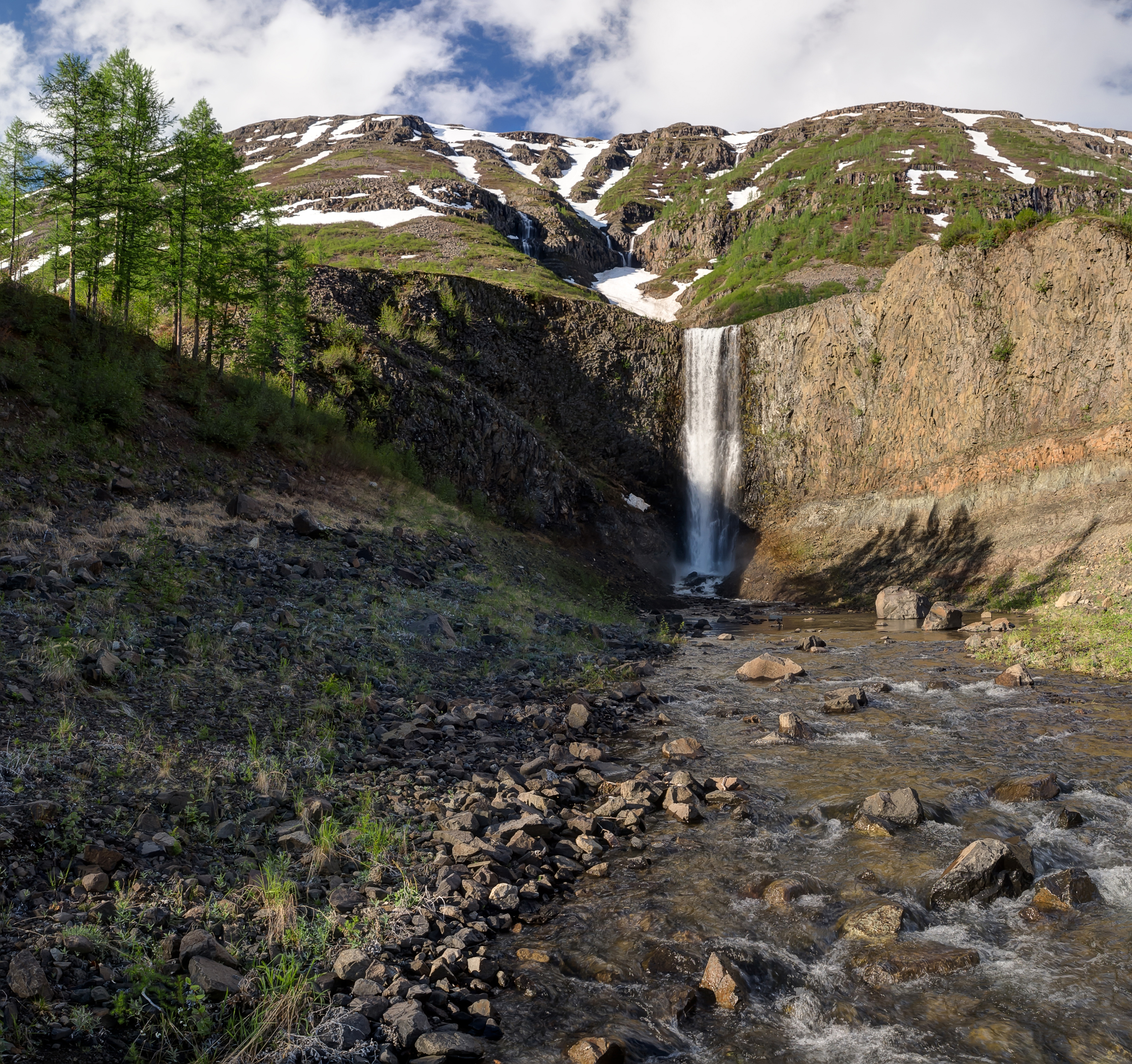
Une chute d'eau dans la réserve de Poutorana.

Selon un communiqué officiel du ministère des situations d'urgence, « Zinitchev s'est tué à Norilsk durant des exercices de protection de la zone arctique en tentant de sauver un homme ». La mort de Zinitchev est la première dans l'histoire contemporaine de la Russie d'un ministre du gouvernement fédéral.
En septembre 2021, Evgueni Zinitchev reçoit le titre de héros de la fédération de Russie « pour son héroïsme, son courage et sa bravoure durant l'exécution de son devoir ».
Le 10 septembre 2021 à Moscou a lieu la cérémonie d'adieu. Zinichev sera inhumé ensuite dans le cimetière du Nord de Saint-Pétersbourg,.

## Famille
Zinitchev était marié à Natalia Zinitcheva et avait un fils Denis et un petit-fils et deux petites-filles,.

## Distinctions
- Héros de la fédération de Russie 9 septembre 2021 , à titre posthume) [25]
- Ordre du Mérite pour la Patrie IV degré avec médaille
- Ordre d'Alexandre Nevski (fédération de Russie)